# Tsouman
Tsouman (ukrainien : Цумань) est une commune urbaine de l'oblast de Volhynie, en Ukraine. Elle compte 6 558 habitants en 2021.
Au nord de la ville se trouve le parc national Tsoumanska Pouchtcha où se trouvent lynx et bisons.

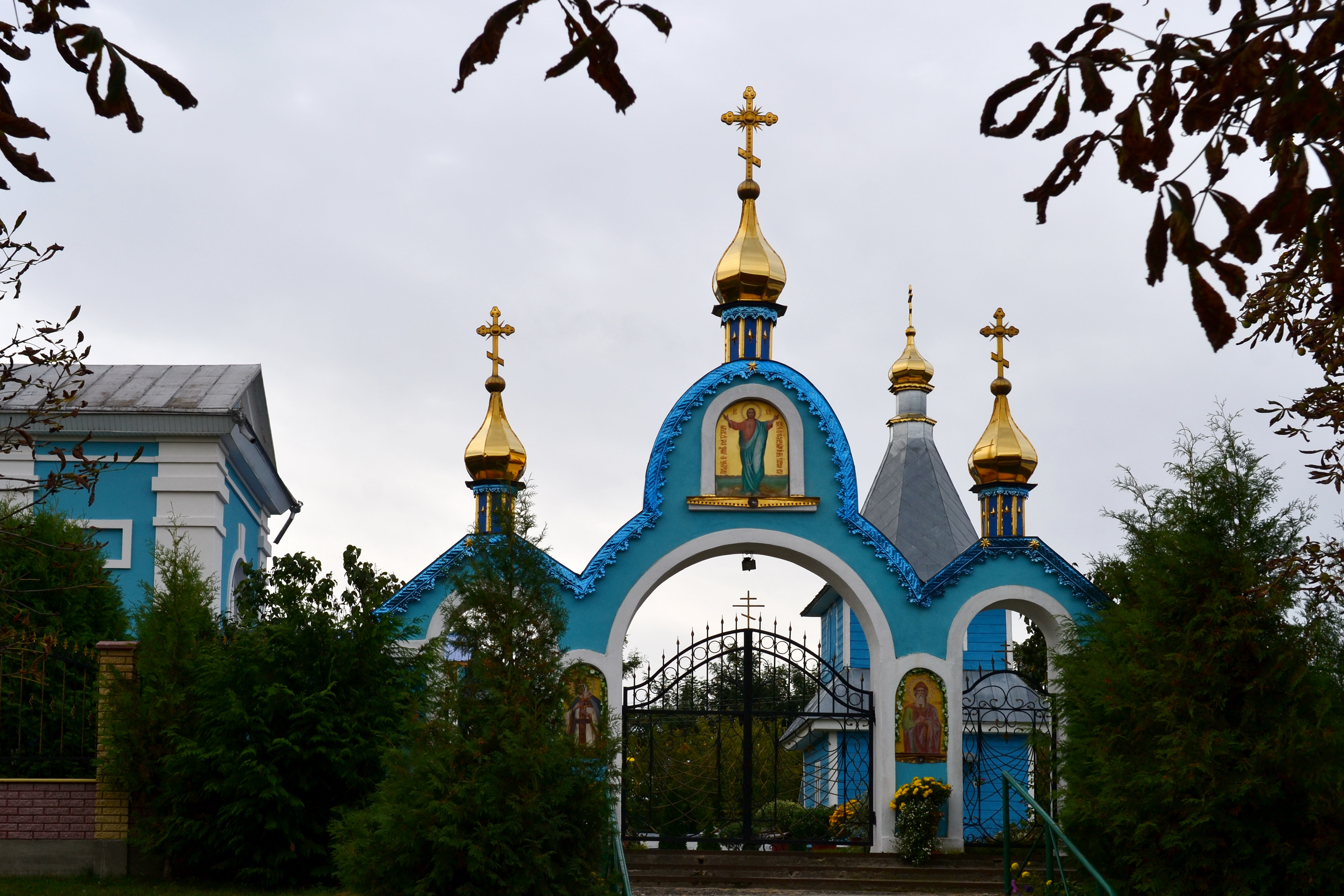
L'église de l'Intercession, classée[2],
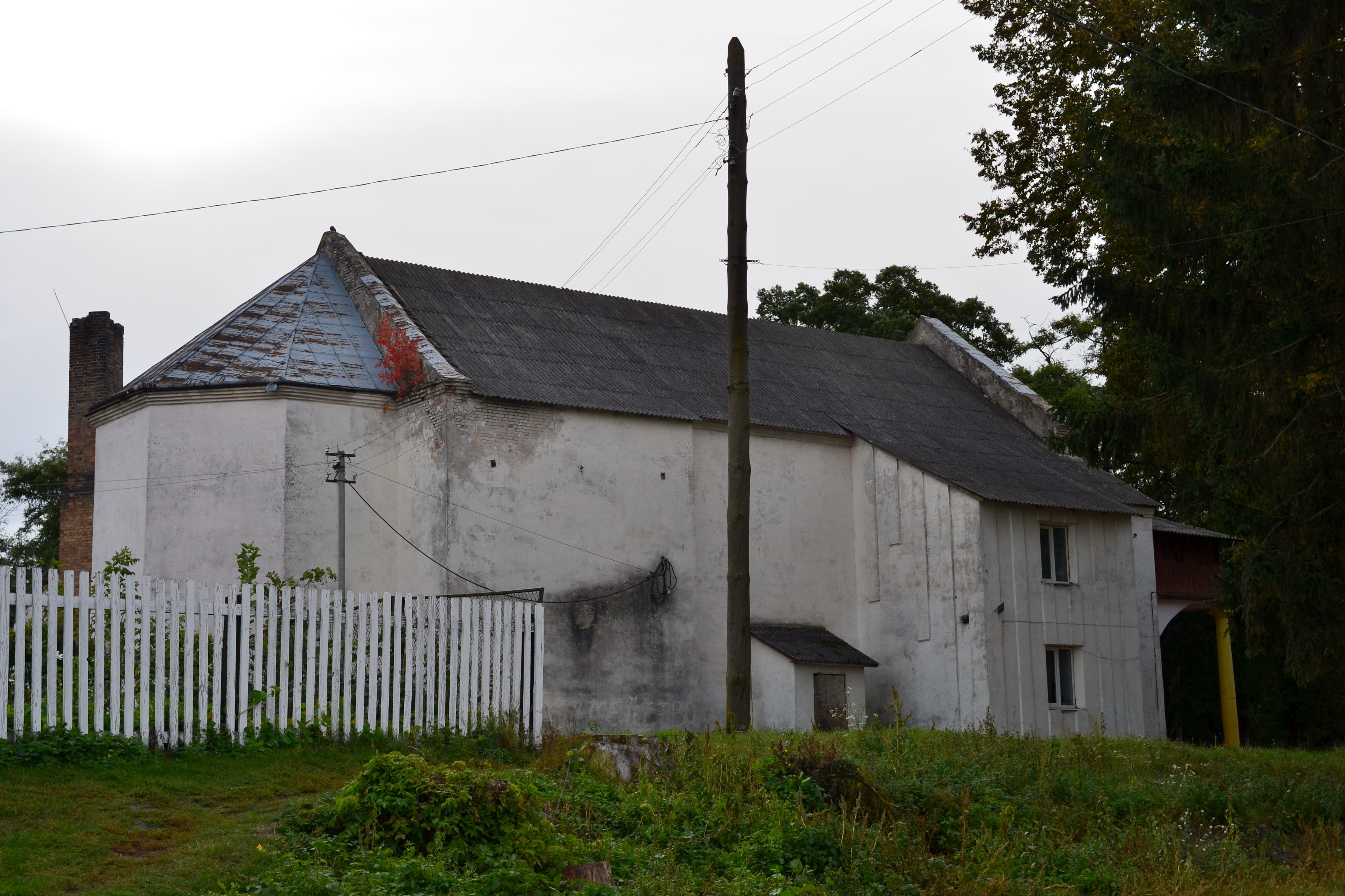
une église catholique romaine, classée[3].